# Judith décapitant Holopherne (Le Caravage ou Finson)
Judith décapitant Holopherne est un tableau attribué par certains historiens d'art au Caravage et par d'autres au peintre flamand Louis Finson ou au milieu caravagiste de Naples du début du XVIIe siècle. Il s'agit d'une peinture à l'huile sur  toile de 144 × 173 cm. Les champions de l'attribution au Caravage estiment que le tableau a été réalisée en 1607 à Naples.
Découvert en 2014 près de Toulouse, le tableau est dénommé le « Caravage de Toulouse » par le commissaire-priseur Marc Labarbe qui a organisé la vente du tableau en tant qu'œuvre autographe du Caravage en 2019 et la « Judith de Toulouse » par les historiens d'art qui ne sont pas convaincus par l'attribution au Caravage. Il a été acquis le 25 juin 2019 par l'homme d'affaires et collectionneur d'œuvres d'art américain J. Tomilson Hill.

## Découverte d'une grande toile dans un grenier
Selon ses propriétaires, ils découvrent en 2014 un tableau, une huile sur toile de 144 × 173 cm  représentant Judith décapitant Holopherne dans le grenier de leur habitation privée près de Toulouse, soi-disant par le hasard d'une fuite d'eau.  Les clients du commissaire-priseur Marc Labarbe lui signalent la découverte du tableau. Éric Turquin, expert parisien auquel celui-ci est envoyé, fait immédiatement le lien avec un œuvre du Caravage disparue.
L'histoire du tableau est totalement inconnue. L'existence d'un aïeul officier de l'armée de Napoléon est censé expliquer la présence du tableau dans la maison de la famille toulousaine qui a vendu quarante ans plus tôt une œuvre du siècle d'or espagnol à Marc Labarbe. L'hypothèse d'un transit par l'Espagne pendant l'Expédition d'Espagne pendant laquelle la Judith pourrait avoir constitué une prise de guerre ou provenir des pillages de l'armée durant les campagnes napoléoniennes en Italie n'est pas soutenue par des preuves,,. Un tableau resté des siècles dans un grenier semble aussi assez improbable à certains historiens de l'art.

## UneJudithdu Caravage disparue depuis 1619
Lorsque le Caravage quitte Naples le 14 juin 1607, il laissa deux tableaux - la Vierge du Rosaire et une Judith décapitant Holopherne - dans l'atelier à Naples partagé par les deux peintres et marchands d'art flamands Louis Finson et Abraham Vinck. Après avoir quitté Naples et travaillé dans le Sud de la France pendant environ cinq ans Finson déménage vers 1615 à Amsterdam où Vinck l'a précédé en 1609. Les deux tableaux sont à nouveau mentionnés, cette fois dans le testament du 19 septembre 1617 préparé par Finson à Amsterdam. Dans son testament, Finson laisse à Vinck sa part dans les deux tableaux du Caravage qu'ils possèdent en commun depuis Naples. Finson meurt peu de temps après avoir fait son testament et son héritier Vinck décède deux ans plus tard. Après la mort de Vinck, ses héritiers vendent la Vierge du Rosaire après 1619 pour 1800 florins à un comité de peintres et amateurs flamands dirigé par Rubens pour l'église Saint-Paul d'Anvers. En 1786, l'empereur Joseph II ordonne d'abord la fermeture de tous les ordres monastiques « inutiles », et puis revendique le tableau du Caravage pour sa collection d'art. Il peut maintenant être admiré au Kunsthistorisches Museum de Vienne.
Il n'y a aucune trace du deuxième Caravage représentant Judith décapitant Holopherne de Vinck et Finson depuis le début des années 1619.  Une Judith exposé au palais Zevallos à Naples est traditionnellement considérée comme une copie peinte par Louis Finson vers 1607 d'après une œuvre du Caravage même s'il n'y a aucune preuve qu'il s'agisse d'une copie d'après Caravage plutôt que d'un original.

## Expertise du tableau

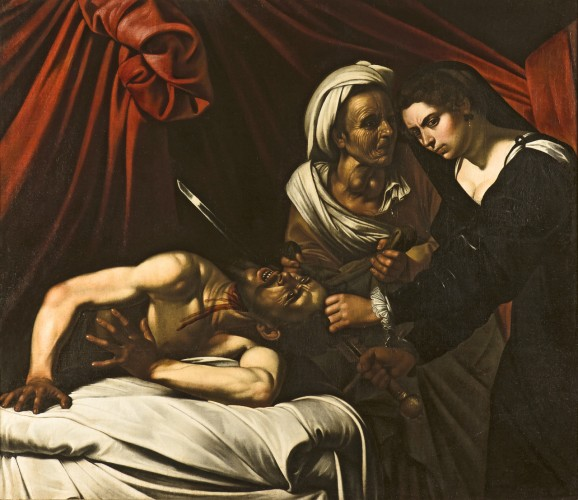
La Judith décapitant Holopherne de Louis Finson.

L'œuvre est soumise à l'étude auprès des experts du Louvre, appelés à confirmer ou à exclure l'autographe caravagesque,. Le tableau est déclaré « trésor national » par le ministère de la Culture français le 25 mars 2016, excluant toute sortie du territoire jusqu'en novembre 2018.  Ni le Louvre ni aucun musée français n'acceptent finalement l'offre d'achat de l'œuvre pour 100 millions d'euros et en décembre 2018 l'interdiction d'exportation est levée après l'expiration du délai de 30 mois.
Certains historiens d'art comme Éric Turquin, Nicola Spinosa et Keith Christiansen sont convaincus que la « Judith de Toulouse » est une œuvre peinte par le Caravage, à Naples au moment de son passage dans la ville entre septembre 1606 et juin 1607 ou à Rome entre 1604 et 1605. D'autres experts comme Maria Cristina Terzaghi, Gianni Papi et Sylvain Bellenger voient dans le tableau non seulement une œuvre de Finson, mais ils soutiennent également qu'il s'agit d'une création originale de Finson plutôt que d'une copie d'après un Caravage perdu,,. Les deux camps d'historiens de l'art fondent leur attribution sur les caractéristiques stylistiques et techniques et le contenu de l'œuvre ainsi que les matériaux utilisés dans sa création,.
Une preuve importante pour les partisans de l'œuvre en tant que véritable Caravage est le support documentaire qui, selon eux, soutient l'identification de la « Judith de Toulouse » avec la Judith appartenant à Finson et Vinck qui a disparu en 1619. Ils font référence à une lettre datée du 25 septembre 1607, que le peintre flamand Frans Pourbus le Jeune envoie de Naples au duc de Mantoue Vincent Ier. Il y décrit deux œuvres «bellissimi» du Caravage à vendre, dont une «Judith et Holopherne». Les partisans de la position du « Caravage de Toulouse » estiment que la lettre fait référence à la Judith appartenant à Louis Finson et Abraham Vinck depuis 1607 et dont toute trace est perdue depuis 1619. Il n'y a cependant aucune preuve permettant de lier la «Judith et Holopherne» mentionné par Pourbus ou celle appartenant à Finson et Vinck avec la toile de Toulouse.  Le camp pro-Caravage a en outre souligné que la préparation, les incisions et les ombres sont caractéristiques du maître lombard. Ils soulignent également la présence d'un dessin de conception et de repentirs sous la couche de peinture, ce qui montrerait qu'il ne s'agit pas d'une œuvre d'un copiste mais plutôt d'un artiste au cours de son processus de création.
Les historiens qui mettent en doute l'attribution au Caravage notent que certains détails comme les rides resserrées sur le devant de la femme de chambre et le visage brut et défiguré d'Holopherne ne correspondent pas au style du maître lombard. Ils soulignent le fait que le tableau présente des éléments techniques représentatifs pour Louis Finson: la même toile comme celle utilisée dans certaines de ses oeuvres, le cerne noire et la technique «del risparmio», une technique développée par le Caravage qui consiste à laisser le fond sombre à découvert pour qu'il fonctionne comme d’une demi-teinte. Finson a appris à utiliser cette technique à travers ses contacts avec le Caravage. On estime que les artistes ont partagé pendant un certain temps un atelier à Naples, ce qui expliquerait également l'utilisation de matériaux similaires. On sait que Finson a passé du temps à Toulouse où il organise une loterie en 1615.  C'est sur la base de ces constatations que certains historiens d'art voient dans la « Judith de Toulouse » non seulement une œuvre de Finson, mais ils soutiennent également qu'il s'agit d'une création originale de Finson plutôt que d'une copie d’après un Caravage perdu. La « Judith de Toulouse » a même été décrite comme le chef-d'œuvre de Finson.  Ils ont également mis en doute l'attribution de la version de Naples à Finson et ont suggéré qu'il pourrait bien s'agir d'une copie fidèle d’après l'original de Finson réalisée par Martin Hermann Faber, un ami, partenaire commercial et élève présumé de Finson,. Finson et Faber étaient les deux néerlandophones qui se sont accompagnés en Provence et faisaient partie du soi-disant «atelier du midi caravagesque» organisé par Nicolas-Claude Fabri de Peiresc à Aix-en-Provence et qui comprenait des artistes comme Finson, Faber, Trophime Bigot et d'autres.

## Vente du tableau

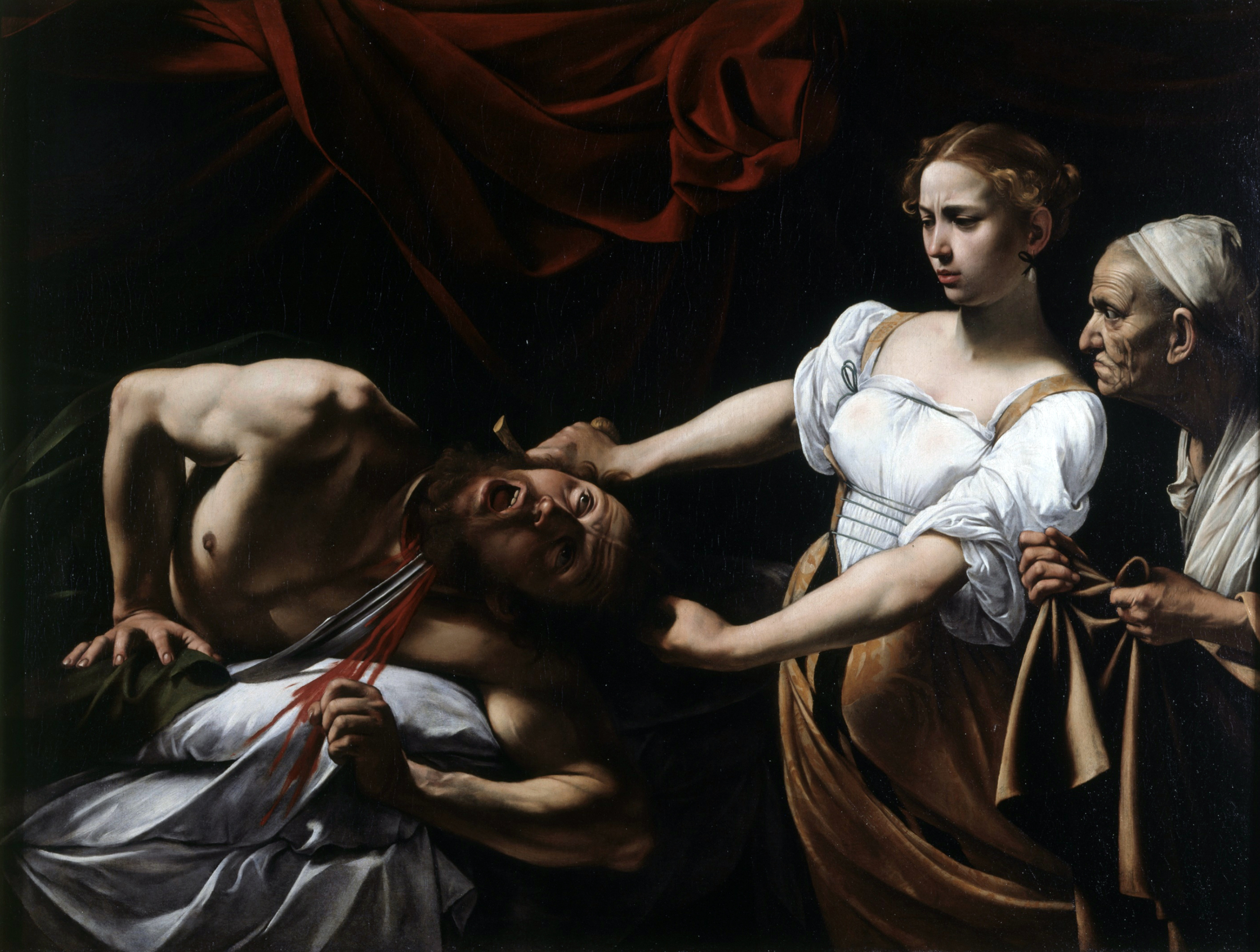
La Judith et Holopherne du Caravage de 1598.

Estimé à 120 millions d'euros, le tableau devait être mis aux enchères comme un Caravage autographe à la Halle aux Grains de Toulouse le 27 juin 2019 par le commissaire-priseur Marc Labarbe à grand renfort de campagne publicitaire durant les six mois qui ont suivi le désengagement de l'État français. Deux jours avant la vente, un mystérieux acheteur étranger provoque un coup de théâtre en s'en portant acquéreur de gré à gré. L'expert et le commissaire priseur, liés par un engagement de confidentialité, ne révèlent ni le montant de la transaction ni l'identité de l'acheteur, précisant toutefois qu'il s'agissait d'« un collectionneur proche d'un grand musée et que la toile serait prochainement restaurée puis exposée ». Le 27 juin 2019, le New York Times et la Gazette Drouot dévoilent l'identité de J. Tomilson Hill, homme d'affaires et collectionneur d'œuvres d'art américain. Tom Hill, qui siège au conseil d'administration du Metropolitan Museum of Art, a pu être conseillé dans cette acquisition par Keith Christiansen qui n'a jamais mis en doute l'attribution de l'œuvre au Caravage et pourrait l'exposer dans les nouvelles galeries de peinture ancienne du musée new-yorkais,. J. Tomilson Hill est actuellement le propriétaire d'une œuvre à prix raisonnable du Caravage ou d'un chef-d'œuvre de Louis Finson assez coûteux.